# ناحیه پوپ، شهرستان فایت، ایلینوی
ناحیه پوپ (به انگلیسی: Pope Township) یک منطقهٔ مسکونی در ایالات متحده آمریکا است که در شهرستان فایتی، ایلینوی واقع شده‌است. ناحیه پوپ ۱۴۷ متر بالاتر از سطح دریا واقع شده‌است.